# Mohammad Aqbal Azizi

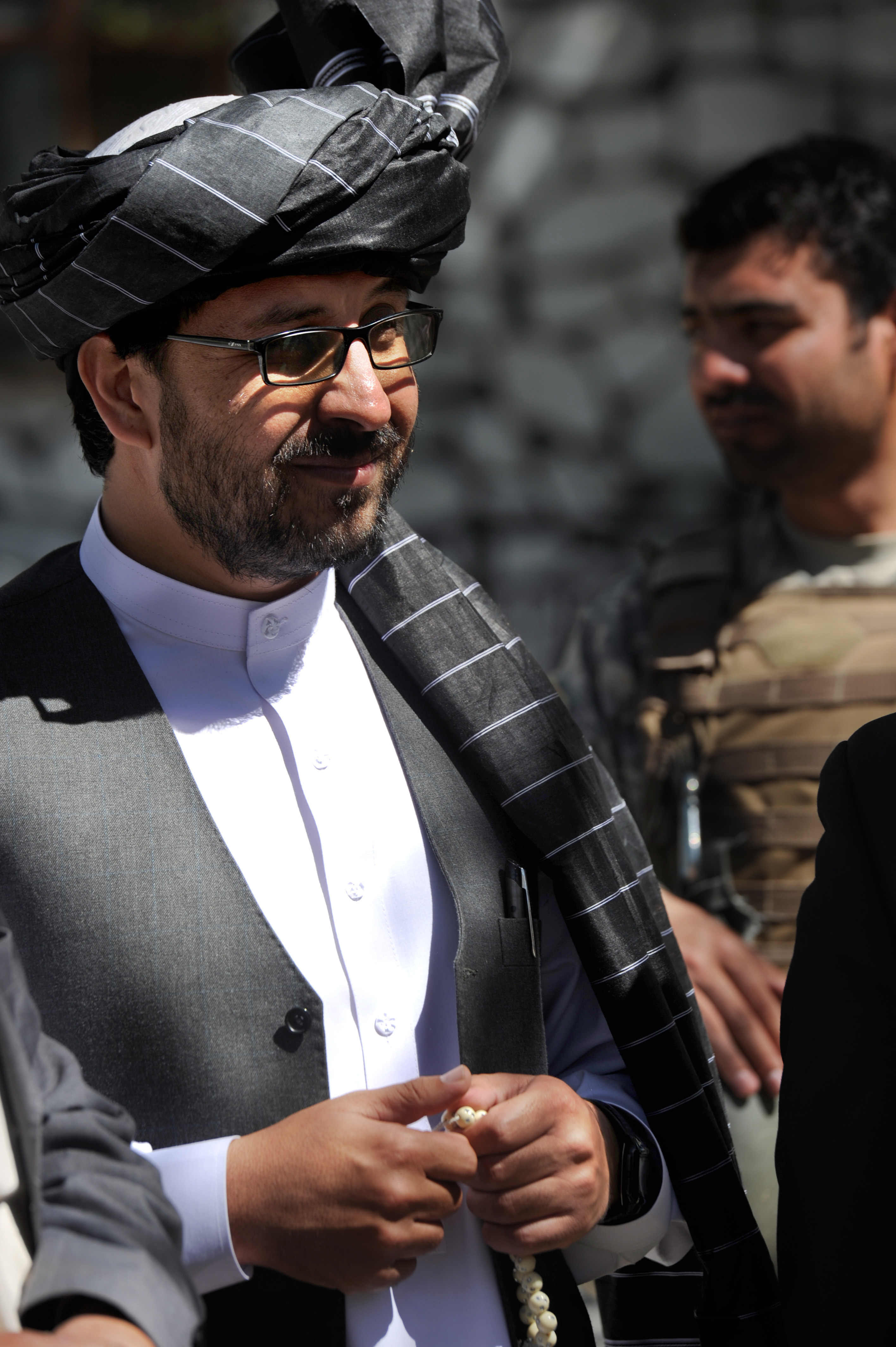
Mohammad Aqbal Azizi (2011)

Mohammad Aqbal Azizi ist ein afghanischer Politiker. Er ist derzeit (November 2010) Gouverneur der Provinz Laghman. Er wurde am 18. März 2010 vereidigt und war vorher Leiter der Bildungsbehörde der Provinz Nangarhar.